# لوبییکی
لوبییکی (به لاتین: Lubiejki) یک روستا در لهستان است که در گمینا میلیچتسه واقع شده‌است.